# Labin (Prgomet)
Labin is een plaats in de gemeente Prgomet in de Kroatische provincie Split-Dalmatië.